# Rueda de la Sierra
Rueda de la Sierra település Spanyolországban, Guadalajara tartományban. Rueda de la Sierra Tartanedo, Tortuera, Molina de Aragón, Rillo de Gallo és Pardos, Guadalajara községekkel határos. Lakosainak száma 38 fő (2024).

## Népesség
A település népessége az utóbbi években az alábbiak szerint változott:
| Lakosok száma | 69   | 58   | 51   | 54   | 56   | 58   | 50   | 38   | 40   | 38   |
|               | 2001 | 2004 | 2006 | 2009 | 2011 | 2014 | 2016 | 2019 | 2021 | 2024 |